# 16794 Cucullia
16794 Cucullia este o planetă minoră (asteroid), cu un diametru de 12,421 km, din centura de asteroizi. A fost descoperită pe 2 februarie 1997 la Observatorul Kleť de Jana Tichá⁠(d). 
Obiectul prezintă o orbită caracterizată de o semiaxă mare de 3,2151356 UAi, o excentricitate de 0,17, o înclinație de 19,19918 ° în raport cu ecliptica.